# Богомолов, Сергей Анатольевич
Сергей Анатольевич Богомолов (17 августа 1971, Москва) — российский футболист, нападающий, полузащитник и тренер.

## Биография
Воспитанник ДЮСШ «Урожай» посёлок совхоза «Останкино», в 1989—1991 годах выступал за взрослую команду. В первенстве России играл за команды второй и третьей лиг из Москвы и Подмосковья. В 1995 году был в составе московского «Динамо». За «Динамо»-дубль провёл 34 игры, забил 3 мяча, в составе главной команды сыграл один матч — в победном финале Кубка России 1994/1995 вышел на замену на 110-й минуте.
После окончания карьеры игрока стал работать тренером молодёжной команды ФК «Химки».